# 村上香住子
村上 香住子（むらかみ かすみこ、1942年 - ）は、日本の翻訳家、エッセイスト。

## 経歴
数学者の村上茂之と、歌人の村上菊枝の六女として柳川に生まれる。1962年、20歳のとき、フランス人の学者と結婚し渡仏、2年間フランスで生活、その後ベトナム戦争下のサイゴンに住み、帰国。1974年より、フランス文学のボリス・ヴィアン、ミシェル・トゥルニエなどの翻訳。はじめ村上香住、その後、本名の村上香住子に戻し、ロシア出身の作家アンリ・トロワイヤによる伝記などを訳す。夫と離別。
1982年に小説『伯爵夫人の黒いバッグ』を刊行。1985年にマガジンハウスのパリ支局長としてふたたびフランスに渡り、1990年代半ばからは「フィガロジャポン」のパリ支局長となり、20年以上にわたりカルチャーやファッションを中心にフランス文化についてエッセイを執筆している。
ジェーン・バーキンとは友人である。

## 著書
- 『伯爵夫人の黒いバッグ』（筑摩書房） 1982
- 『メモワール・ア・巴里 回想で綴るフランス文化の巨匠たち』（マガジンハウス） 1989
- 『フィガロ発パリ毎日便 ちょっとセレブなパリ暮らし』（阪急コミュニケーションズ） 2005
- 『のんしゃらん パリの天窓から』（新潮社） 2006
- 『パリの猫の一日はとても長い』（講談社） 2006
- 『パリ猫銀次、東京へいく』（アノニマ・スタジオ） 2007
- 『巴里ノート 「今」のパリをみつめつづけて』（文藝春秋） 2008
- 『恋愛、万歳』（新潮社） 2009
- 『パリに生きて』（河出書房新社） 2009
- 『そして、それから』（現代思潮新社） 2013 - 東日本大震災を題材にした小説
- 『パリ・スタイル 大人のパリガイド』（リトルモア） 2016
- 『反記憶』（幻冬舎） 2019
- 『ジェーン・バーキンと娘たち』（白水社） 2024

## 翻訳

### 村上香住 名義
- 『パセ・コンポゼ』（フランソワ＝マリ・バニエ、講談社） 1974
- 『モルテル 愛の寓話』（クリストファ・フランク、早川書房） 1975
- 『レースを編む女』（パスカル・レネ、早川書房） 1976
- 『砂の男』（ジャン・ジュベール、早川書房） 1978

### 村上香住子 名義
- 『わが愛わが彷徨』（ヘンリー・ミラー、創林社） 1979
- 『赤い小人』（ミシェル・トゥルニエ、榊原晃三共訳、早川書房） 1979
- 『飛行する少年』（ディディエ・マルタン、サンリオSF文庫） 1979
- 『リトル・ロマンス』（パトリック・コーヴァン、ハヤカワ文庫） 1979
- 『そういう愛も愛』（マドレーヌ・シャプサル、サンリオ） 1981
- 『先に寝たやつ相手を起こす』（ジャン＝エデルン・アリエ、早川書房） 1981
- 『ぼくはくたばりたくない』（ボリス・ヴィアン、伊東守男共訳、早川書房、ボリス・ヴィアン全集9） 1981
- 『ひまつぶし』（クロード・クロッツ、ハヤカワ文庫） 1982
- 『ドストエフスキー伝』（アンリ・トロワイヤ、中央公論社） 1982、のち中公文庫　1988
- 『セリーヌ 猫のベベールとの旅』（フレデリック・ヴィトウー、創林社） 1983
- 『ゴーゴリ伝』（アンリ・トロワイヤ、中央公論社） 1983
- 『ピアフ・炎の恋』（ドミニック・グリモー, パトリック・マエ、早川書房） 1984
- 『チェーホフ伝』（アンリ・トロワイヤ、中央公論社） 1987、のち中公文庫　1992
- 『カンボン通りのシャネル』（リルー・マルカン、マガジンハウス） 1991
- 『デュラス、あなたは僕を（本当に）愛していたのですか』（ヤン・アンドレア、河出書房新社） 2001